# سو أوين
سو أوين (بالإنجليزية: Sue Owen)‏ هي كاتِبة وشاعرة أمريكية، ولدت في 9 سبتمبر 1942.